# 총림
총림(叢林)은 빈댜바나(산스크리트어: Vindhyavana)의 의역으로 음역하여 빈다바나(貧陀婆那)라고도 한다. 여러 승려들이 화합하여 함께 배우며 안거(安居)하는 곳이다. 선원(禪院) · 강원(講院) 등 제반 시설을 갖추고 여러 승려가 수행하는 도장이며, 총림의 최고지도자를 방장(方丈)이라 부른다.
한국 불교의 조계종에는 해인사 · 송광사 · 통도사 · 수덕사 · 백양사의 다섯 사찰이 선원과 강원을 모두 갖추고 있어 이들을 오대 총림이라 하였는데, 2012년 11월 7일 대한불교 조계종 중앙종회는 제192회 정기회의에서 동화사 · 쌍계사 · 범어사의 세 사찰을 만장일치로 총림으로 추가 지정하였다. 이에 따라 팔대 총림이 있게 되었다.

## 선원
선원(禪院)은 선(禪)을 전문으로 하는 승려들, 즉 선승들이 모여 수행하는 곳을 말한다. 선원에는 최고 지도자로서 조실(祖室)이 있고 승려의 기강을 감독하는 입승(立繩) 등이 있다.

## 강원
강원(講院)은 불교의 경전(經典)을 배우는 학교와 같은 교육기관이다. 강사(講師)가 있고 학인(學人)이 있어 정규적인 수업을 한다.
교과과정은 사미과(沙彌科) · 4집과(四集科) · 4교과(四敎科) · 대교과(大敎科) 등으로 되어 있고, 대학원 과정과 같은 수의과(隨意科)가 있다. 해인사(海印寺) · 통도사(通度寺) · 동학사(東鶴寺) · 운문사(雲門寺) 등에 강원이 있다.

## 오대 총림과 팔대 총림
한국 불교의 조계종에서는 다음의 다섯 사찰은 선원과 강원을 모두 갖추고 있으며 이들을 오대 총림이라 하였다.
- 가야총림 해인사
- 조계총림 송광사
- 영축총림 통도사
- 덕숭총림 수덕사
- 고불총림 백양사

2012년 11월 7일 대한불교 조계종 중앙종회는 제192회 정기회의에서 동화사 · 쌍계사 · 범어사의 세 사찰을 만장일치로 총림으로 추가 지정하였다. 이에 따라 팔대 총림이 있게 되었다.

## 참고 문헌
- 이 문서에는 다음커뮤니케이션(현 카카오)에서 GFDL 또는 CC-SA 라이선스로 배포한 글로벌 세계대백과사전의 내용을 기초로 작성된 글이 포함되어 있습니다.